# Muara Temiang
Muara Temiang is een bestuurslaag in het regentschap Lahat van de provincie Zuid-Sumatra, Indonesië. Muara Temiang telt 728 inwoners (volkstelling 2010).